# Аруватиеси
Аруватиеси — ликийский правитель в начале IV века до н. э.
Имя Аруватиеси содержится в нумизматическом материале, на котором упоминается также Арбина (лик. Эррбина). Обнаружены и монеты Аруватиеси с Афиной и Гераклом на аверсе и реверсе, а также с головой льва и трискеля. Известны и эпиграфические надписи с именами Арбины, Аруватиеси и Трббеними. Аруватиеси был соправителем или, скорее, наместником Арбины. После его смерти Аруватиеси удалился из Тельмесса в расположенную в Центральной Ликии крепость Авшар-Тепеси. Также под его власть попал Антифелл.